# Capitoli di Yu-Gi-Oh! Zexal
Questa è la lista dei capitoli del manga Yu-Gi-Oh! Zexal, scritto da Shin Yoshida e illustrato da Naoto Miyashi. La serializzazione è cominciata nel numero di febbraio 2011 della rivista della Shūeisha V Jump, pubblicato il 18 dicembre 2010 e terminato il 21 giugno 2014. In ogni numero è presente una carta in omaggio.

## Lista volumi
| Nº | Titolo italiano (traduzione letterale) Giapponese 「Kanji」 - Rōmaji | Data di prima pubblicazione            | Data di prima pubblicazione |
| Nº | Titolo italiano (traduzione letterale) Giapponese 「Kanji」 - Rōmaji | Giapponese                             |                             |
| 1  | Il mio nome è Yuma! 「その名は遊馬！！」 - Sono na wa Yūma!! | 3 giugno 2011 ISBN 978-4-08-870254-4   |                             |
| 1  | Capitoli (traduzioni letterali dei titoli) - Rank 1: Il mio nome è Yuma! (その名は遊馬！！?, Sono na wa Yūma!!) - Rank 2: Una creatura misteriosa!? (謎の生命体！？?, Nazo no seimeitai!?) - Rank 3: Astral!! (アストラル！！?, Asutoraru!!) - Rank 4: La luce della speranza!! (希望の光！！?, Kibō no hikari!!) - Rank 5: L'opposto di opposto è...!? (ウラのウラは…！？?, Ura no ura ha...!?) - Rank 6: Il nemico di ieri è...!? (昨日の敵は…！？?, Kinō no teki ha...!?) - Supplemento all'edizione speciale. L'incontro voluto dal destino!! (運命の出会い！！?, Unmei no deai!!)                   |                                        |                             |
| 1  | Trama Carta in omaggio: Drago Kachi Kochi |                                        |                             |
| 2  | Cacciatore di numeri!! 「ナンバーズ・ハンター！！」 - Nanbāzu Hantā!! | 3 febbraio 2012 ISBN 978-4-08-870384-8 |                             |
| 2  | Capitoli (traduzioni letterali dei titoli) - Rank 7: Cacciatore di numeri!! (ナンバーズ・ハンター！！?, Nanbāzu Hantā!!) - Rank 8: Drago fotonico dagli occhi galattici!! (銀河眼の光子竜！！?, Ginga me no kōshi ryū!!) - Rank 9: L'abilità di Kaito!! (カイトの実力！！?, Kaito no jitsuryoku!!) - Rank 10: Un nuovo nemico!! (新たな敵！！?, Aratana teki!!) - Rank 11: Heartland!! (ハートランド！！?, Hātorando!!) - Rank 12: Il segreto del mais!! (コーンの秘密！！?, Kōn no himitsu!!) |                                        |                             |
| 2  | Trama Carta in omaggio: Numero 50: Navenera di Corn |                                        |                             |
| 3  | Il secondo sicario!! 「第２の刺客！！」 - Dai 2 no shikaku!! | 3 agosto 2012 ISBN 978-4-08-870527-9   |                             |
| 3  | Capitoli (traduzioni letterali dei titoli) - Rank 13: Il secondo sicario!! (第２の刺客！！?, Dai 2 no shikaku!!) - Rank 14: I presupposti per la vittoria!! (勝利への条件！！?, Shōri e no jōken!!) - Rank 15: I legami di due persone!! (２人の絆！！?, Futari no kizuna!!) - Rank 16: Il terzo nemico!! (第３の敵！！?, Dai 3 no teki!!) - Rank 17: Ken-chan!! (建ちゃん！！?, Ken-chan!!) - Rank 18: Kaito, di nuovo!! (カイト、再び！！?, Kaito, futatabi!!) |                                        |                             |
| 3  | Trama Carta in omaggio: Numero 22: Zombiestein |                                        |                             |
| 4  | Il messaggero della Luna!! 「月からの使者！！」 - Tsukikara no shisha!! | 4 febbraio 2013 ISBN 978-4-08-870624-5 |                             |
| 4  | Capitoli (traduzioni letterali dei titoli) - Rank 19: Il messaggero della Luna!! (月からの使者！！?, Tsukikara no shisha!!) - Rank 20: La lotta delle tre vie!! (三つ巴の戦い！！?, Mitsudomoeno tatakai!!) - Rank 21: Yagumo Kyōji!! (八雲興司！！?, Yagumo Kyōji!!) - Rank 22: Comandante!! (司令官！！?, Shireikan!!) - Rank 23: Una forza minacciosa!! (脅威の部隊！！?, Kyōi no butai!!) - Rank 24: La guerra dei Numbers!! (ナンバーズ大戦！！?, Nanbāzu taisen!!) |                                        |                             |
| 4  | Trama Carta in omaggio: Numero 47: Squalo Incubo |                                        |                             |
| 5  | Mondo linea!! 「ラインワールド！！」 - Rain Wārudo!! | 2 agosto 2013 ISBN 978-4-08-870794-5   |                             |
| 5  | Capitoli (traduzioni letterali dei titoli) - Rank 25: Il secondo sicario!! (第２の刺客！！?, Dai 2 no shikaku!!) - Rank 26: Mondo linea!! (ラインワールド！！?, Rain Wārudo!!) - Rank 27: Guidaci, deck!! (デッキよ導け！！?, Dekki yo michibike!!) - Rank 28: L'ombra dietro le quinte!! (暗躍する影！！?, Anyakusuru Shadō!!) - Rank 29: Lo scontro dei campioni! (強者激突！！?, Tsuwamono gekitotsu!) - Rank 30: Imprevedibile!! (予測不能！！?, Yosoku funō) |                                        |                             |
| 5  | Trama Carta in omaggio: Numero 72: Torre Shogi |                                        |                             |
| 6  | Peccato rivelato!! 「明かされる罪！！」 - Akasareru tsumi!! | 4 febbraio 2014 ISBN 978-4-08-880018-9 |                             |
| 6  | Capitoli (traduzioni letterali dei titoli) - Rank 31: Salva gli amici!! (仲間を救え！！?, Nakama wo sukue!!) - Rank 32: Il potere di credere nelle persone!! (人を信じる力！！?, Hito wo shinjiru chikara!!) - Rank 33: Peccato rivelato!! (明かされる罪！！?, Akasareru tsumi!!) - Rank 34: Il tempo del giudizio!! (判決の時！！?, Hanketsu no toki!!) - Rank 35: Addio!! (決別！！?, Ketsubetsu!!) - Rank 36: Ricordi bruciati!! (焼かれし思い出！！?, Yakareshi omoide!!) |                                        |                             |
| 6  | Trama Carta in omaggio: Numero 52: Re Granchio Diamante |                                        |                             |
| 7  | Una speranza!! 「希望の１！！」 - Kibō no ichi!! | 4 agosto 2014 ISBN 978-4-08-880169-8   |                             |
| 7  | Capitoli (traduzioni letterali dei titoli) - Rank 37: Doppio duello!! (ダブルデュエル！！?, Daburu Dyueru!!) - Rank 38: La minaccia di Full Armor!! (ＦＡの脅威！！?, Efu Ei no kyōi!!) - Rank 39: Numeri in evoluzione!! (進化するナンバーズ！！?, Shinka suru Nanbāzu!!) - Rank 40: Il passato di Yagumo!! (八雲の過去！！?, Yagumo no kako!!) - Rank 41: Una speranza!! (希望の１！！?, Kibō no ichi!!) - Rank 42: Il potere dei legami!! (絆の力！！?, Kizuna no chikara!!) |                                        |                             |
| 7  | Trama Carta in omaggio: Numero 23: Lancillotto, Oscuro Cavaliere del Mondo Sotterraneo |                                        |                             |
| 8  | Legami che sono stati costruiti!! 「築き上げた絆！！」 - Kizukiage ta kizuna!! | 4 marzo 2015 ISBN 978-4-08-880309-8    |                             |
| 8  | Capitoli (traduzioni letterali dei titoli) - Rank 43: Verso un mondo diverso!! (異世界へ！！?, Isekai e!!) - Rank 44: È un nostro problema!! (オレたちの問題だ！！?, Oretachi no mondai da!!) - Rank 45: Il peccato originale di Yagumo!! (八雲の原罪！！?, Yagumo no genzai!!) - Rank 46: Legami che sono stati costruiti!! (築き上げた絆！！?, Kizukiage ta kizuna!!) - Rank 47: La divinità della disperazione!! (絶望の神！！?, Zetsubō no kami!!) - Rank 48: I quattro poteri!! (４つの力！！?, Yottsu no chikara!!)                                                                                |                                        |                             |
| 8  | Trama Carta in omaggio: Numero S39: Utopia il Fulmine |                                        |                             |
| 9  | Il Kattobing di Yuma!! 「遊馬のかっとビング！！」 - Yūma no Kattobingu!! | 2 ottobre 2015 ISBN 978-4-08-880492-7  |                             |
| 9  | Capitoli (traduzioni letterali dei titoli) - Rank 49: Una nuova speranza!! (新しい希望！！?, Atarashii kibō!!) - Rank 50: Il dio della disperazione!! (絶望の神！！?, Zetsubō no Kami!!) - Rank 51: Il nome è... Zexal!! (その名は･･･ゼアル！！?, Sono na wa... Zearu!!) - Rank 52: L'ultimo duello!! (最後のデュエル！！?, Saigo no Dyueru!!) - Rank 53: Le tattiche di Yuma!! (遊馬のタクティクス！！?, Yūma no takutikusu!!) - Rank 54: Il vero re dei numeri!! (ナンバーズ真の皇！！?, Nanbāzu shin no sumeragi!!) - Rank 55: Il Kattobing di Yuma!! (遊馬のかっとビング！！?, Yūma no Kattobingu!!) |                                        |                             |
| 9  | Trama Carta in omaggio: Testa Gagaga |                                        |                             |